# Fatuha Maheshpur
Fatuha Maheshpur is een dorpscommissie in het district Rautahat in de zone Narayani. De dorpscommissie telde in 1991 4.130 inwoners.